# Manas, Drôme
Manas là một xã thuộc tỉnh Drôme trong vùng Auvergne-Rhône-Alpes in the southern-eastern region of nước Pháp. Xã Manas, Drôme nằm ở khu vực có độ cao từ 204-370 mét trên mực nước biển.